# Hydropsyche tobiasi
Hydropsyche tobiasi је инсект из реда Trichoptera и фамилије Hydropsychidae.

## Угроженост
Ова врста је наведена као изумрла, што значи да нису познати живи примерци.

## Распрострањење
Врста је пре изумирања била присутна у Немачкој.

## Станиште
Ранија станишта врсте су била слатководна подручја.